# Sándor Ádám (Wasserballspieler)
Sándor Ádám (* 1. Februar 1892 in Budapest; † im 20. Jahrhundert) war ein ungarischer Wasserballspieler und Schwimmer.

## Karriere
Ádám begann seine sportliche Karriere im Schwimmsport im Jahr 1905. Ab 1910 betrieb er für Ferencváros Budapest Schwimmsport und Wasserball. Zwischen 1910 und 1913 konnte er vier ungarische Titel erringen. 1912 nahm er an den Olympischen Spielen in Stockholm teil. Hier erreichte er mit der ungarischen Wasserballmannschaft den fünften Rang. Bereits vier Jahre zuvor sollte er in London sein olympisches Debüt geben – er war für drei Schwimmwettbewerbe gemeldet, reiste aber schlussendlich nicht in das Vereinigte Königreich. Im Ersten Weltkrieg zog er sich später schwere Verwundungen zu. 1925 wurde er zum Ehrenmitglied seines Vereins erklärt und war sowohl als Wasserballschiedsrichter, als auch für den ungarischen Schwimmverband tätig.